# Dichocoenia stokesi
Espèce
Statut CITES
Dichocoenia stokesi ou Dichocoenia stokesii est une espèce de coraux appartenant à la famille des Meandrinidae.